# Alnatura

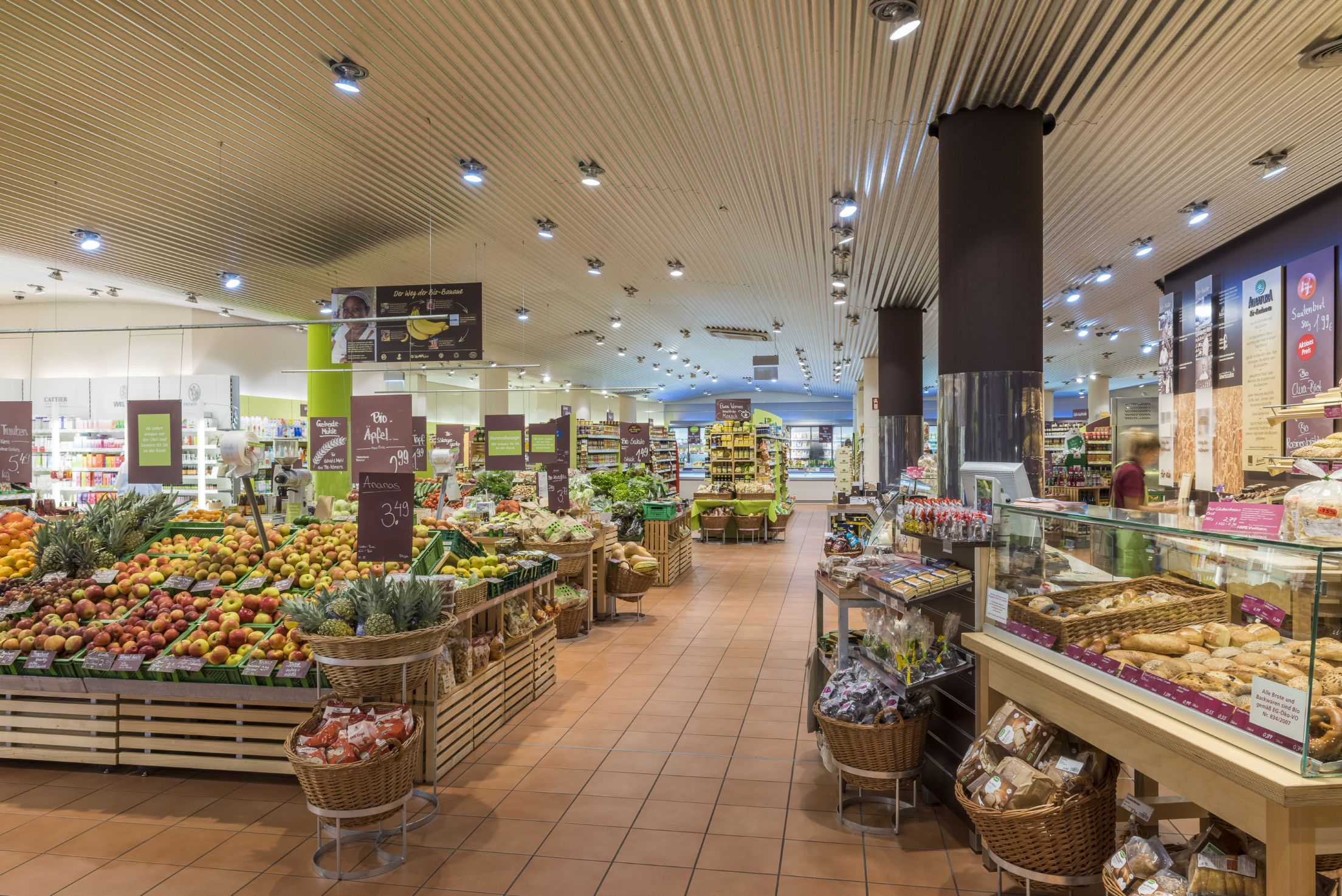
Ladenansicht in Karlsruhe

Alnatura ist ein deutsches Unternehmen der Bio-Lebensmittel-Branche mit Sitz im hessischen Darmstadt. Es wurde 1984 gegründet und vertreibt unter der Marke Alnatura ökologisch produzierte Lebensmittel im Einzelhandel und in Drogerien. Zum Unternehmen gehört die eigene Biosupermarkt-Kette Alnatura Super Natur Markt.

## Geschichte

### Gründung und Anfänge

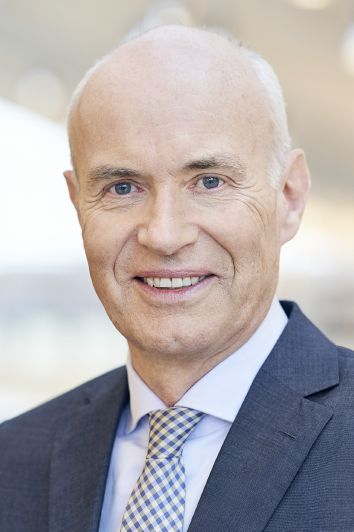
Götz Rehn, Alnatura-Geschäftsführer und -Gründer

Die Alnatura Produktions- und Handels GmbH wurde 1984 von dem Wirtschaftswissenschaftler Götz Rehn, der bis heute Geschäftsführer ist, als Beratungsunternehmen unter dem Namen Konzeption und Vertrieb natürlicher Lebensmittel Dr. Rehn in Fulda gegründet. Ein Jahr später folgte die Eintragung von Alnatura als Wort- und Bildmarke. Der Name Alnatura ist an das italienische „All‘ Natura“ („Mit der Natur“) angelehnt. 1986 begann das Unternehmen mit dem Verkauf von Bio-Produkten in den Lebensmittelmärkten von tegut und den dm-Drogeriemärkten, zunächst mit einem Shop-in-Shop-Angebot. Im Oktober 1987 wurde der erste Alnatura Super Natur Markt in Mannheim eröffnet. 1989 zog das Unternehmen von Fulda nach Bickenbach um; seit Januar 2019 ist der Sitz in Darmstadt.
Im Jahr 2000 wurde das Schwesterunternehmen Alnavit gegründet, das auf glutenfreie und teilweise auch laktosefreie und vegane Bio-Lebensmittel spezialisiert ist.
2010 erfolgte die Inbetriebnahme des Alnatura-Verteilzentrums im südhessischen Lorsch. Das Lager ist das weltweit größte Hochregallager aus Holz. Die Grünflächen werden dort von Schafen gepflegt.

### Kontroverse mit dm-drogerie
2014 entschied die Drogeriemarktkette dm, bis dahin mit Abstand größter Handelspartner von Alnatura, Bio-Lebensmittel künftig unter eigener Handelsmarke anzubieten, daher viele Alnatura-Produkte auszulisten. Alnatura konnte dies durch mehr eigene Läden, neue Handelspartner im Inland, zu denen unter anderem Müller, Tegut, Edeka, Famila, Globus, Hit und Rossmann zählen, sowie mit Kooperationen im Ausland ausgleichen.
Hintergrund war ein Streit zwischen den miteinander verschwägerten Unternehmensgründern Götz Werner (dm) und Götz Rehn (Alnatura). Nach einem ab den 1980er Jahren bestehenden Kooperationsvertrag zwischen den beiden Unternehmen hatte dm unter anderem Mitspracherechte bei der Auswahl neuer Vertriebspartner. Nachdem etliche Alnatura-Produkte von dm nicht mehr angeboten wurden, sah sich Alnatura nicht mehr an den Vertrag gebunden und Rehn suchte neue Vertriebspartner. dm klagte daraufhin beim Landgericht Darmstadt auf Einhaltung des Vertrages.
Nach einer Entscheidung für Alnatura legte dm Revision ein. Nach jahrelangen juristischen Auseinandersetzungen entschied das Oberlandesgericht Frankfurt am Main im Februar 2019, dass die Kündigung des Kooperationsvertrags 2014 wirksam war. Insgesamt hatte dm deshalb sechs Millionen Euro von Alnatura gefordert. Zwei Millionen Euro hatte dm aus seiner Rechtsauffassung 2014 einbehalten, obwohl Alnatura die Waren bereits geliefert hatte. Alnatura forderte seinerseits die Zahlung der offenen Rechnung und bekam vom OLG im Februar 2019 Recht.
In einem zweiten von Werner angestrengten Verfahren verlangt er von Rehn die Markenrechte an Alnatura. Der Fall wurde vor dem Landgericht Frankfurt verhandelt. Die Klage wurde in erster Instanz aber abgewiesen; Werner legte Berufung beim Oberlandesgericht ein. Der Rechtsstreit wurde 2017 in beiderseitigem Einvernehmen beendet.

### Entwicklung nach 2015
Seit 2015 fördert die Alnatura Bio-Bauern-Initiative gemeinsam mit dem Umweltverband NABU die Umstellung von konventionell wirtschaftenden Höfen auf Biolandbau.
Mit dem Bau einer neuen Unternehmenszentrale auf dem Konversionsgelände der ehemaligen Kelley Barracks in Darmstadt wurde 2016 begonnen. Das Gebäude ist das europaweit bisher größte Bürogebäude, dessen Außenfassaden aus Lehm besteht. Der Konzern errichtete einen sogenannten Alnatura Campus.
Im September 2016 wurden die ersten Eier der Alnatura Bruderküken-Initiative ausgeliefert; Ziel der Initiative ist es, ausschließlich Eier von Hennen anzubieten, deren männliche Geschwisterküken als Masthähnchen aufgezogen und nicht bereits als Küken getötet werden.
Im Oktober 2019 listeten Alnatura und weitere Bio-Märkte in Deutschland Hirseprodukte von der Spreewälder Hirsemühle aus, weil der Inhaber AfD-Politiker ist.
Von 2015 bis 2020 wurden die Produkte auch über den eigenen Online-Shop, in Zusammenarbeit mit der Delticom-Tochter Gourmondo Food, in 19 Länder ausgeliefert; Anfang 2020 stellte Alnatura seinen Onlineshop ein. Alnatura kooperiert insbesondere im Online-Geschäft heute (2022) mit den Lieferdiensten bringmeister.de, knuspr.de, gurkerl.at, kifli.hu, rohlik.cz, sezamo.ro houra.fr sowie mit den Online-Shops Greenstories und Picnic. Im Jahr 2022 startete Alnatura in Kooperation mit dem Schweizer E-Commerce-Startup Farmy wieder einen eigenen Liefer- und Abholdienst. Gepackt und geliefert werden die Bestellungen in Elektrofahrzeugen von Alnatura-Mitarbeitern. Im Gegenzug nahm Farmy im selben Jahr mehrere Hundert Alnatura-Produkte ins Sortiment auf. Zum 30. September 2024 werde der Liefer- und Abholdienst in den Städten Berlin, Frankfurt und Potsdam eingestellt.
Seit 2021 ist Alnatura mit dem Nachhaltigkeitsstandard We Care des Forschungsinstituts für biologischen Landbau zertifiziert. Im November 2021 hat Alnatura Rindfleisch aus Weideschlachtung ins Sortiment aufgenommen.
Im November 2022 wurde in Karlsruhe die 150. Filiale eröffnet, die inzwischen 153 Filialen sind in 74 Städten zu finden.
Seit März 2023 sind zahlreiche Produkte auch bei Flaschenpost erhältlich.
Seit Juli 2024 kooperiert Alnatura mit der Schweizer Markant Gruppe.
Im Oktober 2024 hat Alnatura eine Zusammenarbeit mit dem Lieferdienst Wolt für die Städte Berlin und Hamburg verkündet.

## Unternehmenskennzahlen
|         | Umsatz (Mio. Euro) | Mitarbeiter | Ums./MA (Tsd. Euro) | Filialen |
| ------- | ------------------ | ----------- | ------------------- | -------- |
| 2005/06 | 185                | 405         | 449                 | 25       |
| 2006/07 | 246                | 528         | 466                 | 31       |
| 2007/08 | 306                | 736         | 416                 | 40       |
| 2008/09 | 361                | 909         | 397                 | 50       |
| 2009/10 | 340                | 1009        | 337                 | 53       |
| 2010/11 | 465                | 1369        | 340                 | 65       |
| 2011/12 | 518                | 1463        | 354                 | 71       |
| 2012/13 | 594                | 1769        | 336                 | 80       |
| 2013/14 | 690                | 1901        | 363                 | 96       |
| 2014/15 | 760                | 2105        | 361                 | 98       |
| 2015/16 | 761                | 2229        | 341                 | 107      |
| 2016/17 | 773                | 2526        | 306                 | 126      |
| 2017/18 | 825                | 2670        | 309                 | 131      |
| 2018/19 | 904                | 2837        | 319                 | 133      |
| 2019/20 | 1079               | 3347        | 322                 | 136      |
| 2020/21 | 1150               | 3612        | 318                 | 140      |
| 2021/22 | 1120               | 3700        | 303                 | 147      |
| 2022/23 | 1149               | 3520        | 326                 | 154      |
| 2023/24 | 1195               | 3590        | 332                 | 153      |

Das Geschäftsjahr des Unternehmens geht von Anfang Oktober bis Ende September. Die Angabe zur Zahl der Mitarbeiter bezieht sich jeweils auf den Jahresdurchschnitt einschließlich der Auszubildenden.

## Internationale Präsenz

### Schweiz
In der Schweiz finden sich die Produkte an knapp 700 Standorten – eigenen Bio-Supermärkten und Märkten Schweizer Kooperationspartner, beispielsweise Migros und Müller. Im Jahr 2012 wurde der erste Alnatura Bio-Supermarkt in der Schweiz in Kooperation mit der Genossenschaft Migros Zürich eröffnet. Dazu wurde die Alnatura AG mit Sitz in Zürich gegründet. Als Franchisenehmerin betreibt die Genossenschaft Migros Zürich unterdessen 25 Alnatura Bio-Supermärkte in der Deutschschweiz. Im Februar 2025 informierte der Migros-Genossenschafts-Bund, dass die Genossenschaft Migros Zürich den Franchise-Vertrag mit Alnatura nicht verlängern wird. Im Juli 2025 wurde bekannt, dass die 25 Alnatura Bio Super Märkte in der Schweiz Ende Jahr geschlossen werden, da kein neuer Franchisenehmer gefunden werden konnte.

### Österreich
In Österreich wurde Alnatura wie in Deutschland vor allem über dm vermarktet. Im Zuge der Streitigkeiten mit dm weitete Alnatura 2015 in Österreich sein Vertriebsnetz auf die zu Rewe International gehörenden Supermarktketten Billa und Merkur (heute Billa+) aus. Seit September 2021 vertreibt in Österreich auch die Unimarkt-Gruppe Produkte von Alnatura. Im Jahr 2022 hat Metro Österreich 700 Alnatura-Produkte ins Sortiment aufgenommen.

### Luxemburg
Seit 2005 werden in Luxemburg Alnatura-Produkte von der Supermarktkette Cactus geführt.

### Frankreich
In Frankreich vertreiben Match und Cora Alnatura-Produkte in ihren Supermärkten.

## Mitgliedschaften und Aktivitäten
Alnatura gehört der International Federation of Organic Agricultural Movements (IFOAM) an und ist Mitglied im Bund Ökologische Lebensmittelwirtschaft (BÖLW) sowie im Bundesverband Naturkost Naturwaren.
Seit Juni 2012 nehmen die Alnatura-Märkte am Payback-Punkte-Programm teil.
Alnatura ist Sponsor der Demonstrationen von Wir haben es satt! und unterstützt die Forderungen der Aktion.
Gründer Götz Rehn steht den Konzepten der Anthroposophie nahe. Der monatlich erscheinenden Unternehmenspublikation Alnatura Magazin wurde im Jahrgang 2011 je eine Sonderbeilage Anthroposophische Perspektiven beigeheftet und es werden anthroposophische Themen aufgegriffen, beispielsweise eine Serie über Anthroposophische Medizin im Jahr 2010.

## Auszeichnungen
Das Unternehmen war in den Jahren 2009 und 2010 unter den Top 3 Deutschlands nachhaltigste Unternehmen des Deutschen Nachhaltigkeitspreises, der die ökologischsten Unternehmen Deutschlands auszeichnet. 2011 wurde Alnatura als „Pionier der Bio-Einzelhandelsmärkte“ mit dem 1. Platz und damit dem Titel Deutschlands nachhaltigstes Unternehmen ausgezeichnet. 2016 erhielt Alnatura von der Jury des Deutschen Nachhaltigkeitspreises die Auszeichnung als Deutschlands nachhaltigstes mittelgroßes Unternehmen. 2019 war Alnatura für den Deutschen Nachhaltigkeitspreis Architektur nominiert und somit unter den Top 3. Ende November 2019 nahm Gründer und Geschäftsführer Götz Rehn die Auszeichnung entgegen. Überzeugt hatte Alnatura „durch eine außerordentliche ganzheitliche Qualität, die zukunftsweisend ist und die Möglichkeiten einer nachhaltigen Bauweise umfassend auslotet“. Mitte September 2021 erhielt Götz Rehn den Deutschen Gründerpreis in der Kategorie Lebenswerk.

## Kritik

### Lohnentwicklung
Als Reaktion auf die kritische Berichterstattung in den Medien zu den untertariflichen Löhnen des nicht tarifgebundenen Unternehmens verkündete Alnatura im Juli 2010, dass ab Oktober 2010 alle Beschäftigten mindestens mit Tariflohn bezahlt werden sollen. Vorausgegangen war eine Stellungnahme von Gründer und Geschäftsführer Götz Rehn, in der Weihnachtsgeld, Urlaubsgeld, vermögenswirksame Leistungen, Beitrag zur Altersvorsorge und Wertschöpfungsbeteiligung als freiwillige Leistungen aufgezählt wurden, weswegen seiner Meinung nach das Tariflohnmodell und das Alnatura-Bezahlungsmodell nur schwer vergleichbar seien. Im Oktober 2024 erhöhte das Unternehmen den internen Mindestlohn auf 14,50 Euro.

### Fehlende Mitbestimmung
Von über 110 Alnatura-Filialen besteht lediglich in einer Filiale in Freiburg im Breisgau ein Betriebsrat. Sollte ein zweiter Betriebsrat gegründet werden, hätten die Beschäftigten im ganzen Unternehmen Alnatura Anspruch auf einen Gesamtbetriebsrat. Hubert Thiermeyer, Verdi-Landesleiter, kritisierte im November 2015: „Die hohe Kompetenz bei der Qualität der Ware im Biohandel geht nicht automatisch mit einer Kompetenz in sozialen Standards einher.“
In einer von zwei Bremer Filialen versuchte ein Teil der Belegschaft 2015 den zweiten Betriebsrat des Unternehmens zu wählen, stieß aber auf Widerstand der Geschäftsleitung. Kai Wargalla, eine Mitarbeiterin, erklärte gegenüber Radio Bremen: „Die Wahl wurde durch taktische Spielchen verhindert.“
Fünf Beschäftigte erwirkten daraufhin im Februar 2016 einen Beschluss des Arbeitsgerichts zur Einsetzung eines Wahlvorstands. Eine Beschwerde von Alnatura gegen diesen Beschluss wurde im November 2016 vom Landesarbeitsgericht Bremen abgewiesen. Die Firma legte jedoch beim Bundesarbeitsgericht Rechtsmittel ein und strengte eine „Nichtzulassungsbeschwerde“ an. In der zweiten Jahreshälfte 2016 reduzierte Alnatura die Belegschaft der Bremer Filiale Faulenstraße auf 20 Angestellte. Damit reduzierte sich der Anspruch auf nur noch einen Mitarbeiter im Betriebsrat. Diese Stellenreduzierung begründete Alnatura betriebswirtschaftlich. Drei Jahre später, im Februar 2019 verwies das Bundesarbeitsgericht den Fall wieder an das Bremer Arbeitsgericht. Kai Wargalla verwies darauf, dass das Unternehmen auf Zeit spiele und viele der 2016 in der Mitbestimmung engagierten Mitarbeiter entweder nicht mehr in der Filiale arbeiteten oder von dem Streit ermüdet seien.

## Fernsehberichte
- Der Bio-Supermarkt Alnatura, ProSieben – Galileo, Folge 127, Staffel 2017 vom 11. Mai 2017 (YouTube vom 14. Juni 2017)
- Marktcheck checkt Alnatura: Hochwertige Bio-Produkte zum fairen Preis?, SWR – marktcheck vom 31. Juli 2018 (YouTube)